# Coenonympha pulcherrima
Coenonympha pulcherrima är en fjärilsart som beskrevs av Warnecke 1942. Coenonympha pulcherrima ingår i släktet Coenonympha och familjen praktfjärilar. Inga underarter finns listade i Catalogue of Life.